# Ehrenreich Wilhelm Sello
Ehrenreich Wilhelm Sello (* 11. Oktober 1722 in Berlin; † 29. September 1795 ebenda) war ein Königlicher Planteur im Berliner Tiergarten.

## Leben und Wirken
Ehrenreich Wilhelm Sello gehörte wie sein jüngerer Bruder Johann Samuel zur zweiten Gärtnergeneration der Familie Sello. Er war der älteste Sohn des Königlichen Planteurs im Berliner Tiergarten Johann Justus Sello und der Rahel, geborene Güntsch (* 1693), Tochter des Bürgermeisters Samuel Güntsch aus Liebenwalde. 
Nach dem Tod des Vaters übernahm er 1768 dessen Stelle im Tiergarten und verwaltete unter anderem den von seinem Vater unter Leitung Georg Wenzeslaus von Knobelsdorff angelegten barocken Lustpark. Zwei Jahre vor seinem Tod erlebte er noch, wie sein Sohn Justus Ehrenreich ab 1792 Teile des Tiergartens in einen sentimentalen Landschaftsgarten umgestaltete.

## Familie
Ehrenreich Wilhelm Sello heiratete am 26. August 1751 Anna Magdalena Seiler († 1766). Mit ihr hatte er acht Kinder, von denen zwei Söhne den Gärtnerberuf erlernten. Der 1756 geborene Johann Wilhelm wurde Königlicher Planteur in Potsdam-Sanssouci und der 1758 geborene Justus Ehrenreich übernahm seine Nachfolge als Königlicher Planteur im Berliner Tiergarten.
Nach dem Tod der ersten Ehefrau ging Sello am 3. Januar 1768 mit Susanne Elisabeth Georgenne eine zweite Ehe ein, aus der ein Sohn und eine Tochter stammten.